# Møgeltønder Kommune
Møgeltønder Kommune  var en dansk sognekommune i Tønder Amt fra 1921 til 1970. Kommunen bestod af Møgeltønder Sogn. Den blev oprettet 1. april 1921 efter genforeningen i 1920. Ved kommunalreformen i 1970 indgik Møgeltønder Kommune i Tønder Kommune. Efter strukturreformen i 2007 ligger den tidligere Møgeltønder Kommune i den nye Tønder Kommune.
Tidligere havde Møgeltønder Kommune været en dansk sognekommune i de kongerigske enklaver i Hertugdømmet Slesvig fra 1844 til 1867 tilhørende Ribe Amt. Kommunen blev afstået til Preussen efter det danske nederlag i anden slesvigske krig i 1864 og nedlagt, da den preussiske landkommuneordning trådte i kraft 22. september 1867.